# ماريا بينتو
ماريا بينتو (بالإنجليزية: Maria Pinto)‏ هي مصممة أزياء أمريكية، ولدت في 1957 في شيكاغو في الولايات المتحدة. صممت ملابس لمقدمة البرامج الحوارية الأمريكية أوبرا وينفري، ولشركة جوفري لرقص الباليه، وللممثلة الأمريكية مارسيا جاي هاردن، ولميشيل أوباما زوجة الرئيس الأمريكي السابق.

## وصلات خارجية
- الموقع الرسمي